# Küchendeutsch
Küchendeutsch (ang. Namibian Black German lub NBG, dosł. „kuchenny niemiecki”) – podobnie jak Unserdeutsch, pidżyn oparty na języku niemieckim, powstały w Namibii. Dziś używa go ok. 15 tys. ludzi, głównie starszych potomków służby domowej z czasów, gdy Namibia była niemiecką kolonią. Często zdarza się, że stanowi on dla młodych Namibijczyków słyszących go u swoich dziadków zachętę do nauki współczesnego niemieckiego (niemiecki do 1990 roku był jednym z języków urzędowych, wciąż stanowi on język główny lub ojczysty dla 30 tys. obywateli Namibii).
Przykłady
- Lange nicht sehen  – Lange nicht gesehen
- Was Banane kosten? – Was kostet die Banane?
- spät Uhr – zu später Zeit
- Herr fahren Jagd, nicht Haus – Der Herr geht zur Jagd, und ist nicht zu Hause

Na początku XX wieku w Niemczech podejmowano próby stworzenia sztucznie uproszczonych wersji niemieckiego do użytku w koloniach (Kolonialdeutsch Emila Schwörera, Weltdeutsch Adalberta Baumanna czy Vereinfachte Deutsch Oswalda Salzmanna). Jak wiele języków sztucznych nie wyszły one jednak poza sferę projektów, w praktyce zastąpione właśnie przez Küchendeutsch i Unserdeutsch.